# Henry John Stephen Smith
Henry John Stephen Smith, FRS, irski matematik, * 2. november 1826, Dublin, Irska, † 9. februar 1883, Oxford, Anglija. 

## Življenje in delo

### Mladost in izobrazba
Smith je bil četrti sin Johna Smitha, odvetnika, ki je umrl, ko je bil star dve leti. Mati se je preselila v Oxford. Tu je od leta 1841 kot internatski gojenec hodil na javno šolo Rugby (Rugby School). Pokazal je veliko znanja v mnogih predmetih in njegova želja je bila priti na Balliolov kolidž (Balliol College) v Oxfordu. To je bilo težje doseči, ker je bil slabotnega zdravja. Njegov brat in sestra sta oba umrla. Zadnje leto na Rugbyju je odšel v Italijo, kjer se je učil zasebno. Leta 1845 je začel študirati na Balliolu. Tu je diplomiral leta 1849. Njegovo zdravje pa se je poslabšalo med počitnicami v Italiji. V Frascatiju je tega leta obolel za malarijo. Ni se mogel vrniti v Oxford, ampak je lahko študiral skupaj z znanimi matematiki na Sorboni in na Francoskem kolegiju (Collège de France). Ko se mu je zdravje poboljšalo, se je leta 1847 vrnil v Oxford.

### Akademska pot
Kmalu po diplomi je postal učitelj na kolidžu in leta 1850 član kolidža. Leta 1860 je postal profesor za geometrijo navkljub močni konkurenci prosilcev, med katerimi je bil tudi George Boole. Kraljeva družba in Kraljeva astronomska družba sta ga leta 1861 izbrali za svojega člana.

### Delo v matematiki
Na celini se je naučil francosko, nemško in italijansko. Nanj je najbolj vplival Gauss. Pod Gaussovim vplivom je največ dosegel v teoriji števil, kjer je raziskoval osnovne delitelje. Dokazal je, da se lahko celo število izrazi kot vsoto petih kvadratov in kot vsoto sedmih kvadratov. Eisenstein je dokazal rezultat za tri kvadrate, Jacobi pa za dva, štiri in šest kvadratov. Smith je poslal svoje rezultate tudi Francoski akademiji znanosti v Pariz, ki je za ta problem razpisala nagrado Grand prix des sciences mathématiques. Problema se je lotil tri mesece pred končnim rokom oddaje rešitev 1. junija 1882. Ko so dva meseca po njegovi smrti odprli prispevke, so videli, da si od treh prispevkov nagrado zaslužita dva. Avtorja sta bila Smith in mladi Minkowski. Smith je razširil tudi Gaussov izrek o realnih kvadratnih formah na kompleksne kvadratne forme. Po Gaussovem zgledu je napisal članek iz teorije šštevil v latinščini De compositione numerorum primorum formæ {\displaystyle 4^{n}+1\,} ex duobus quadratis. V tem članku je na izviren način dokazal Fermatov izrek, da je vsako praštevilo oblike {\displaystyle 4^{n}+1\,}, pri celem {\displaystyle n\,}, vsota dveh kvadratnih števil. V drugem članku je podal osnove teorije števil. 
Od leta 1859 do 1865 je pripravljal poročilo v petih delih Teorija števil (Theory of Numbers). V tem delu je analiziral dela drugih matematikov in dodal veliko svojih rezultatov. Dve leti je bil od 1865 predsednik novoustanovlejnega Londonskega matematičnega društva (LMS).
Ukvarjal se je z rešljivostjo sistemov linearnih diofantskih enačb. Pisal je tudi o geometriji. Njegova prva dva članka sta bila iz geometrije. Leta 1868 je napisal članek Nekateri kubični in bikvadratni problemi (Certain cubic and biquadratic problems), za katerega je prejel Steinerjevo nagrado Kraljeve akademije v Berlinu. Znan je tudi po Smithovi normalni obliki matrike. Leta 1875 je podal primere nezveznih množic, ki so podobne Sierpińskijevim.